# Agrilus nobilitatus
Agrilus nobilitatus es una especie de insecto del género Agrilus, familia Buprestidae, orden Coleoptera.
Fue descrita científicamente por Kerremans, en 1899.